# Poul Andersen (calciatore 1928)
Poul Andersen (16 febbraio 1928 – 8 dicembre 2010) è stato un calciatore danese, di ruolo centrocampista.

## Carriera

### Nazionale
Esordisce il 15 luglio 1952 contro la Grecia (2-1). Il 21 giugno 1953 gioca da capitano contro la Svezia (1-3). Tra il 1952 e il 1957 totalizza 16 presenze, 9 da capitano.